# Харківобленерго
Акціонерне товариство «Харківобленерго» (АТ «Харківобленерго») — українське енергопостачальне товариство.

## Види діяльності
- Передача електричної енергії місцевими (локальними) електричними мережами;
- Постачання електричної енергії за регульованим тарифами усім споживачам на території Харківської області.